# Cristian Bud
Cristian Ionuț Bud (n. 26 iunie 1985, Baia Mare, România) este un fotbalist român care evoluează pe postul de atacant care evoluează pentru echipa din Liga a III-a, Minaur Baia Mare.

## Palmares
Liberty Salonta
- Liga a II-a: 2005-06

CFR Cluj
- Liga I: 2010, 2019
- Cupa României: 2010

Milsami Orhei
- Divizia Națională (1): 2014-2015